# Canda
Canda là một đô thị ở tỉnh Rovigo ở vùng Veneto của Ý, có khoảng cách khoảng 80 km về phía tây nam của Venezia và khoảng 20 km về phía tây của Rovigo. Tại thời điểm ngày 31 tháng 12 năm 2004, đô thị này có dân số 958 người và diện tích là 14,4 km².
Đô thị Canda có các frazioni (các đơn vị cấp dưới, chủ yếu là các làng) La Chiavica and Le Campagnole.
Canda giáp các đô thị: Badia Polesine, Bagnolo di Po, Castelguglielmo, Lendinara, Trecenta.